# Rivière Aroostook
Pour les articles homonymes, voir Aroostook (homonymie).
La rivière Aroostook (prononcer a-rou-stouk) est un cours d'eau prenant sa source dans l'état américain du Maine puis coule vers l'est avant de se déverser 225 kilomètres plus loin, dans la rive droite du fleuve Saint-Jean, dans la province canadienne du Nouveau-Brunswick. La rivière a donné son nom au comté d'Aroostook, à la ville d'Aroostook et à la Guerre d'Aroostook, conflit frontalier entre les États-Unis et le Royaume-Uni (1838-1839).